# Чжоу Вэйци
Чжо́у Вэйци́ (кит. трад. 周唯奇; 1 октября 1986, Чанчжоу) — китайский шахматист, гроссмейстер (2009).
Серебряный призёр чемпионата Азии 2009 года (1—2 место, уступил Гангули по доп. показателю). Участник Кубка мира 2009 года.
На Аэрофлот Опен  (группа A2) в 2008 году занял второе место.
Занял второе (по доп. показателям; 1—5) место на Мемориале Чигорина в 2009 году. 
Участник командного чемпионата Азии (2012 — за вторую сборную Китая).
Неоднократный призёр командного чемпионата Китая.

## Изменения рейтинга
| Графики недоступны из-за технических проблем. См. информацию на Фабрикаторе и на mediawiki.org. |